# Cuscuta liliputana
Cuscuta liliputana är en vindeväxtart som beskrevs av Costea och Stefanovic. Cuscuta liliputana ingår i släktet snärjor, och familjen vindeväxter. Inga underarter finns listade i Catalogue of Life.